# Serviettenbrechen

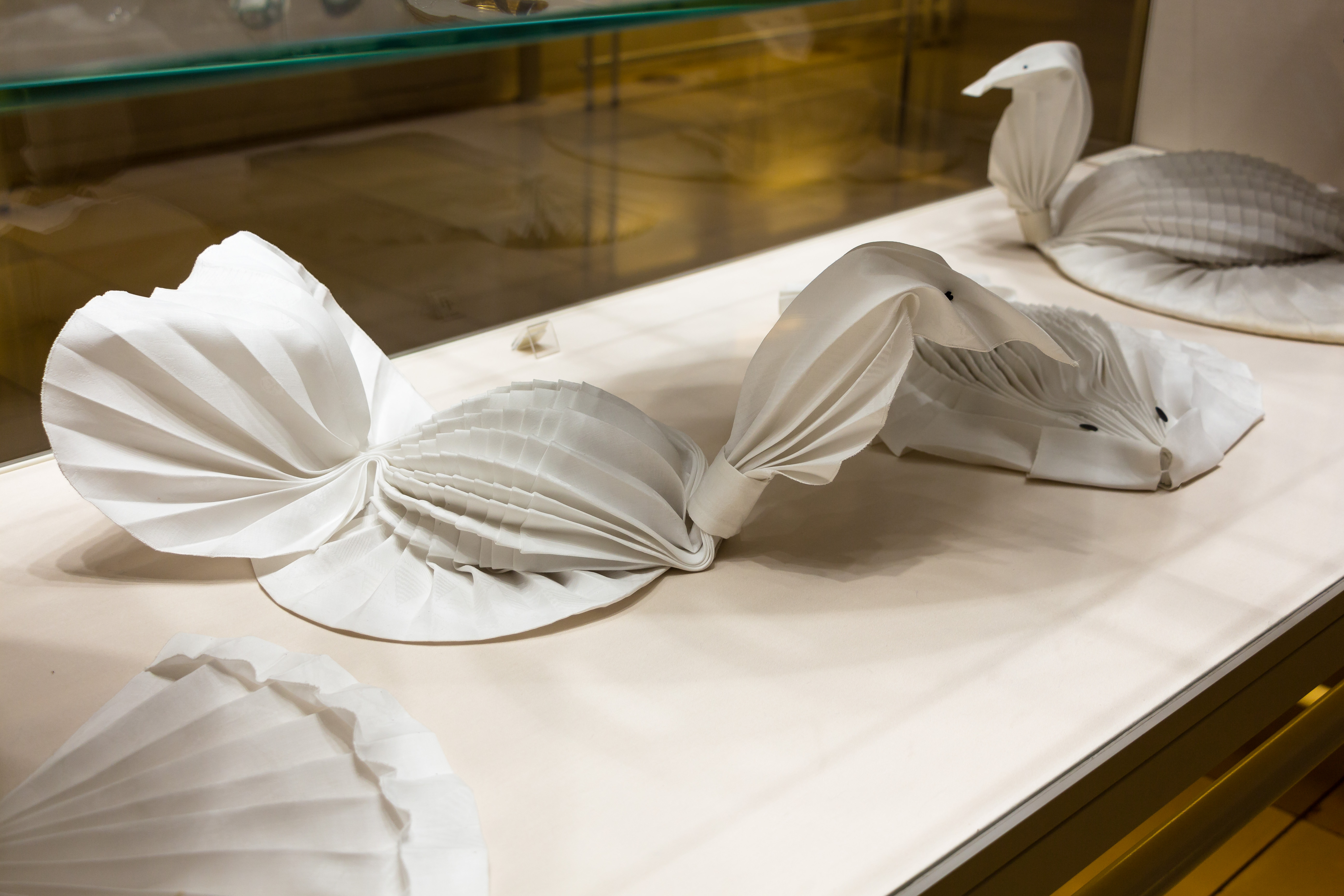
Serviettenbrechung (Schwan), Sisi Museum Silberkammer, Wien - Hofburg

Das Serviettenbrechen (auch Serviettenbrechung) bzw. das Serviettenfalten gehört neben dem Eindecken des Tisches zu den Mindestanforderungen der Berufsausbildungen in Hotellerie, Gastronomie und Hauswirtschaft. Dabei müssen unter Berücksichtigung hygienischer und ergonomischer Anforderungen mindestens drei Techniken Servietten zu brechen (Tafelspitz, Krone, Fächer) beherrscht werden, um die Tische dekorativ für Gäste herrichten zu können. Mundservietten werden meist geschmackvoll gebrochen und werden direkt auf die Tischdecke oder die Tischplatte drapiert, bei festlichen Anlässen auf Platztellern, dann werden hochwertige Stoffservietten (ab 40 cm Seitenlänge) benutzt.

„Das phantasievolle Falten von Servietten ist eine alte, aber leider im Aussterben begriffene Kunst. Die komplizierten Kreationen in Form von Fächern, Fischen, Muscheln, Schwänen, Enten oder Blüten wurden als Tafelschmuck vor allem in der frühen Barockzeit verwendet. Sie gelingen nur unter der Voraussetzung, dass die Serviette von feinstem Leinen ist und eine bestimmte Größe hat. Die dafür geeignete Kaiserserviette hat das Format von 1 x 1 m. Es gibt noch eine Fülle von Vorlagen aus dem 17. Jahrhundert für diese künstlerischen Kreationen.“

## Figuren

Servietten zu Figuren frisieren und brechen (um 1700)

Servietten wurden in den vergangenen Jahrhunderten frisiert und gebrochen, dazu mussten sie nach dem Waschen gestärkt und gemangelt werden. Für die unterschiedlichen Figuren, die man frisieren konnte, waren unterschiedliche Maße bei den Servietten notwendig, quadratische oder längliche. Außerdem war je nach Figur eine zwei-, sechs-, sieben- bis achtfache Legung der Servietten erforderlich. Beispielhafte Namen von frisierten Servietten aus dem Jahr 1701 sind:
- erhabener Stern (Figur 7 der Abb.)
- Meermuschel (Figur 8 der Abb.)
- Pfaffenmütze (Figur 9 der Abb.)
- zwölff Berge (Figur 10 der Abb.)
- römische Crone (Figur 11 der Abb.)[8]

Franz G. Zenker schrieb 1827 über das Serviettenbrechen:

„In manchen Häusern, wo man ungebührlich viel auf solches Serviettenbrechen hält, kommen ordentliche Schaustücke zum Vorschein, als Bischofshauben, Turbane, Schiffe, Ananas u. d. g. alles auf’s zierlichste und mit manchen schwierigen Kunstgriffen gebildet; allein solches verräth nicht den besten Geschmack. Die Gäste sollen nicht sowohl die Geschicklichkeit des Tafeldeckers, als vielmehr die Schönheit der Wäsche bewundern. Dieses zu erreichen, müssen die Servietten so gebrochen oder gelegt werden, daß ihre blendende Weiße, schöner Dessin und insbesondere ihre Feinheit den Gästen in’s Auge falle. Ein Solches Zusammenlegen muß noch von der Art seyn, daß, wie man die Serviette von dem Teller hebt, selbe locker auseinander falle.“

Servietten wurden speziell für Backwerk und Torten achteckig, mit nach oben geknickten Spitzen gefaltet, wie Ludovica von Pröpper 1895 in ihrem Werk Häusliche Conditorei im Abschnitt „Serviette auf Schüssel zu legen“ darstellte.
Eine Serviettenpresse aus Holz wurde früher verwendet, um nach der Mahlzeit die benutzten Servietten zu pressen und aufzubewahren. Damit der Gast seine Serviette wiedererkennen konnte, knüpften die Wirtinnen Serviettenbänder an die Enden der Servietten, so konnten sie wöchentlich behalten werden.